# Österreichischer Rundfunk
Österreichischer Rundfunk (ORF) je největší veřejnoprávní rakouská rozhlasová a televizní společnost, která má formu nadace. Své sídlo má ve Vídni, další studia pak ve všech devíti spolkových zemích.

## Historie
30. září 1924 byla založena společnost Radio Verkehrs AG, která však byla v roce 1938 spojena s německou společností Großdeutscher Rundfunk a vysílala během 2. světové války pod názvem Reichssender Wien. Po konci druhé světové války, vysílala každá poválečná okupovaná zóna Rakouska vlastní programy. Název Österreichischer Rundfunk se začal používat od května 1953, kdy se veřejnoprávní rakouská společnost pro rakouský vysílací systém přesunula ze sovětského do britského sektoru města Vídně.
11. prosince 1957 byla založena společnost Österreichischer Rundfunk Ges. m. b. H. a od 1. ledna 1958 získala rozhlasovou a televizní licenci pro vysílání. 
Televize zpočátku vysílala pouze jeden televizní program. První televizní program byl odvysílán 1. srpna 1955, tehdy však okupační mocnosti zabránily dalšímu vysílání. Po získání licence bylo zahájeno experimentální vysílání, každou hodinu a později se začaly programy vysílat nepřetržitě, nejprve pod názvy FS1 a FS2 a později jako ÖRF 1 a ÖRF 2. Od roku 1969 společnost ÖRF vysílá i barevně pomocí normy PAL. 
Akcionáři televize byla rakouská spolková vláda s 97,3 procenty a jednotlivé spolkové státy s 2,7 procenty držení akcií. Základem pro postavení ORF bylo první rakouské referendum v roce 1964, které bylo zaměřené na reformu systému vysílání. Poslední velká reforma byla provedena v roce 2001, kdy byla ORF transformována do veřejné nadace.
Až do roku 1998 televize šířila signál pouze analogovým a pozemním vysíláním. Od 22. ledna 1998 vysílala také digitálně přes satelit Astra 1G a od 31. srpna 2000 přes satelit Astra 1H. V současné době využívá satelity Astra 1KR a Astra 1L. Přechod z analogové televize na digitální pozemní vysílání (DVB-T) bylo zahájeno 26. října 2006 v hlavních spolkových městech Rakouska. Poslední pozemní analogový vysílač byl vypnut 7. června 2011. Televize v Rakousku vysílá i pomocí kabelové televize. 23. ledna 2008 se uskutečnilo první vysílání s vysokým rozlišením HDTV.
Jako veřejnoprávní instituce je společnost ORF částečně financována koncesionářským poplatkem. Výše poplatků se v jednotlivých rakouských spolkových zemí liší.
V roce 1997 bylo ve Vídni otevřeno rozhlasové muzeum a Funkhaus Wien (rozhlasový kulturní dům).
Hlavním zdrojem příjmů ÖRF jsou koncesionářské poplatky a příjmy z reklamy. 

## Kanály
ORF vysílá dvanáct rozhlasových a šest televizních kanálů.

### Rozhlas
Celostátní
| Ö1-Logo neu | Ö1  | Hlavní stanice. Zaměřuje se na klasickou hudbu a operu, jazz, dokumentární tvorbu, zprávy, rozhlasové hry, dramata a kabarety, vědomostní soutěže a diskuze. Ö1 vysílá od roku 1967. |
| Hitradio Ö3 | Ö3  | Hudební rádio vysílající popové hity od 80. let dodnes. Stanice vznikla v roce 1967.                                                                                                 |
| FM4         | FM4 | Hudební rádio cílící na mládež, vysílá rock a elektronickou hudbu. Vysílá od roku 1995.                                                                                              |

Regionální
| Logo Radio Wien             | Radio Wien             | Pro Vídeň         |
| Logo Radio Niederösterreich | Radio Niederösterreich | Pro Dolní Rakousy |
| Logo Radio Oberösterreich   | Radio Oberösterreich   | Pro Horní Rakousy |
| Logo Radio Burgenland       | Radio Burgenland       | Pro Burgenland    |
| Logo Radio Salzburg         | Radio Salzburg         | Pro Salcbursko    |
| Logo Radio Steiermark       | Radio Steiermark       | Pro Štýrsko       |
| Logo Radio Tirol            | Radio Tirol            | Pro Tyrolsko      |
| Logo Radio Vorarlberg       | Radio Voralberg        | Pro Voralbersko   |
| Logo Radio Kärnten          | Radio Kärnten          | Pro Korutany.     |

### Televize
| ORF 1                  | ORF 1        | ORF 1 je první rakouský televizní kanál zaměřující se na celkové publikum. Vysílá zahraniční, převážně americké seriály a filmy (např. Scrubs: Doktůrci, Jak jsem poznal vaši matku, Simpsonovi, Teorie velkého třesku, Glee, Gilmorova děvčata, Dům z karet a další), programy pro děti, sportovní přenosy i seriály, zpravodajství a filmy z vlastní produkce. ORF eins začala vysílat v roce 1955. Je dostupná také v HD. Průměrná sledovanost v roce 2016 byla 11,7%. |
| ORF2 logo n            | ORF 2        | ORF 2 je druhý rakouský televizní kanál, zaměřující se na náročnější publikum. Nabízí široký výběh publicistických pořadů, dokumentů, domácích filmů, seriálů či talk show. Dává mnohem větší prostor původní tvorbě než ORF eins. ORF 2 vysílá od roku 1961. Je dostupná také v HD. Je oblíbenější než ORF eins, její průměrná sledovanost v roce 2016 byla 21,2%. |
| ORF III Logo Monochrom | ORF III      | ORF III je třetí rakouský televizní kanál. Jedná se o informační a kulturní program. Vysílá od roku 2011. Je dostupný také v HD. |
| ORF Sport +            | ORF Sport +  | ORF Sport+ je sportovní kanál, vysílající méně významné sportovní přenosy, které se z důvodu nedostatečného zájmu publika nevysílají na ORF eins. Vysílá od roku 2006. Je dostupný také v HD. |
| ORF 2 Europe logo 2012 | ORF 2 Europe | Verze ORF 2 vysílající pro Evropu, spuštěno roku 2004. |
| ORF KiDS               | ORF KiDS     | Verze ORF KiDS je televizní kanál vysílající pořady pro děti. Vysílá pouze přes internet. |

Spolu s ARD, ZDF a SRG SSR spolupracuje na vysílání kanálu 3sat a se ZDF na vysílání kanálu ARTE.
Zrušené:
| ORF SAT logo | ORF Sat                        | Digitální verze Rakouského rozhlasu. Vysílal mezi lety 1997–2000.                                                  |
| TW1 logo     | TW1                            | Informačně kulturní kanál. Vysílal mezi léty 1997–2011, poté byl nahrazen ORF III.                                 |
|              | Radio Österreich International | Rádio pro Rakušany žijící v zahraničí. Vysílal od roku 1955 do konce roku 2003, kdy byl nahrazen programem Ö1.     |
| Orf 1476     | Radio 1476                     | Hudební rádio, které pomáhalo zviditelnit se začínajícím hudebním skupinám. Vysílalo od roku 1997 do 1. ledna 2009 |